# ジュリアナ・イマイ
ジュリアナ・イマイ・ヴィラス＝ボアス（Juliana Imai Vilas-Boas , 1985年2月27日 - ）は、ブラジルのモデル。パラナ州クルゼイロ・ド・オエスチ出身の日系人。
父方の祖父母はポルトガル人で、母方の祖父母が日本人の家系。母親と通りを歩いていた時にスカウトされたのがきっかけでモデルとなる。
ジュリアナ・イマイは離婚歴があり、子供が一人いる。仏教徒で生長の家の支持者である。